# Uncinia rubra
Uncinia rubra là loài thực vật có hoa trong họ Cói. Loài này được Colenso ex Boott miêu tả khoa học đầu tiên năm 1853.